# 聯合書店

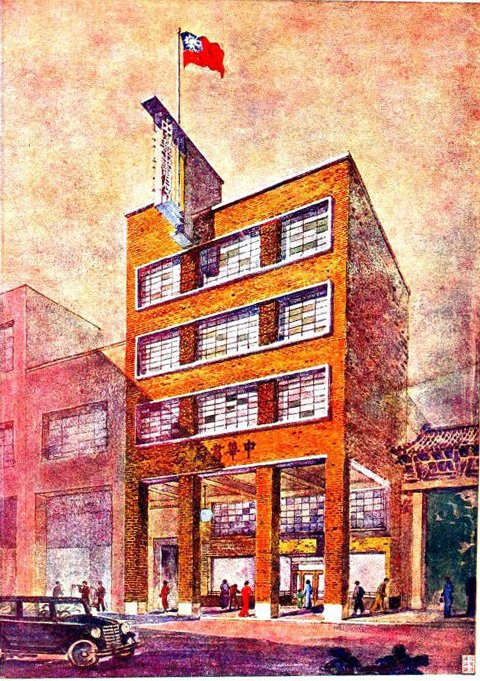
民國時期的中華書局廣州分局

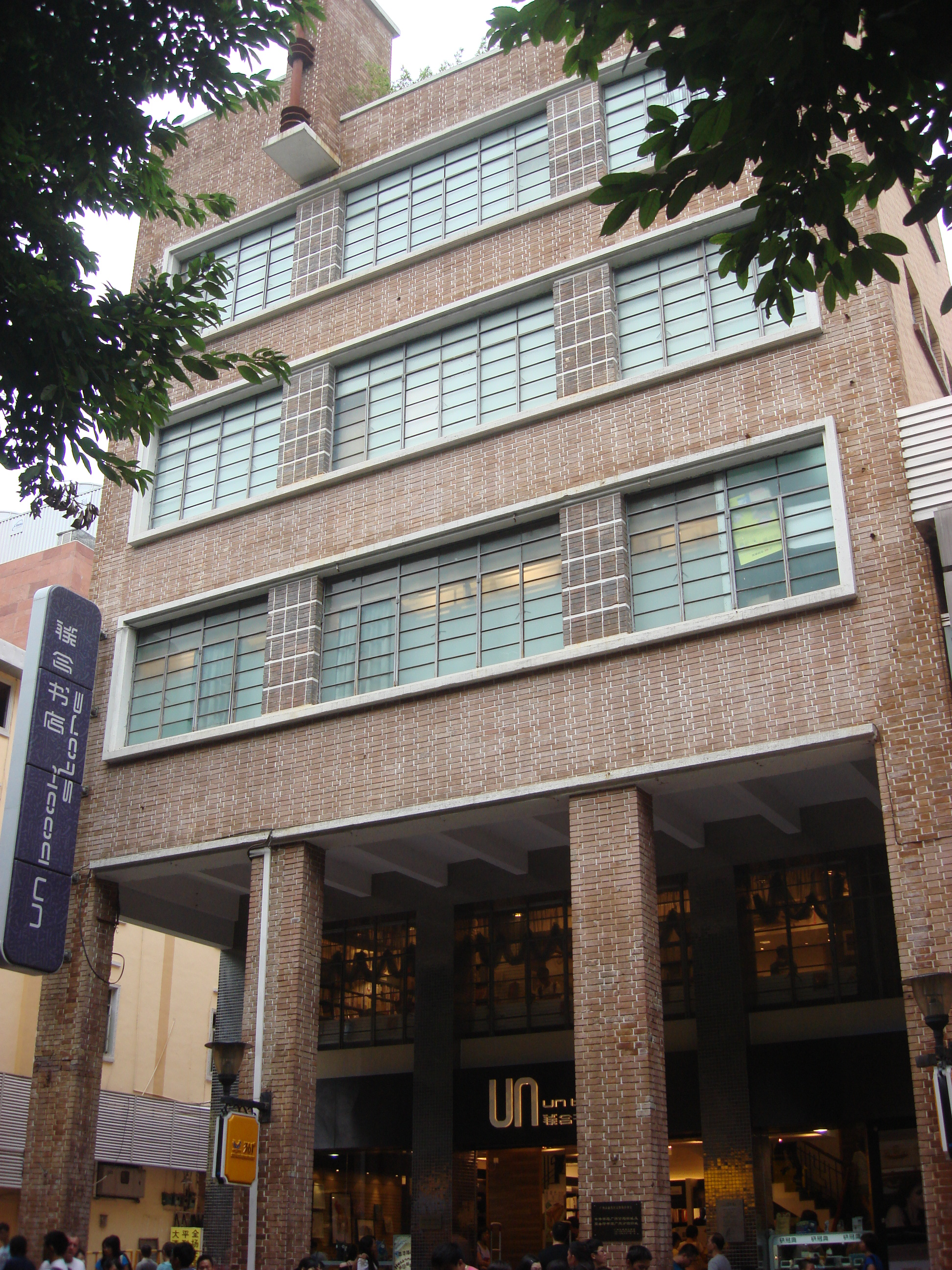
聯合書店2011年外觀

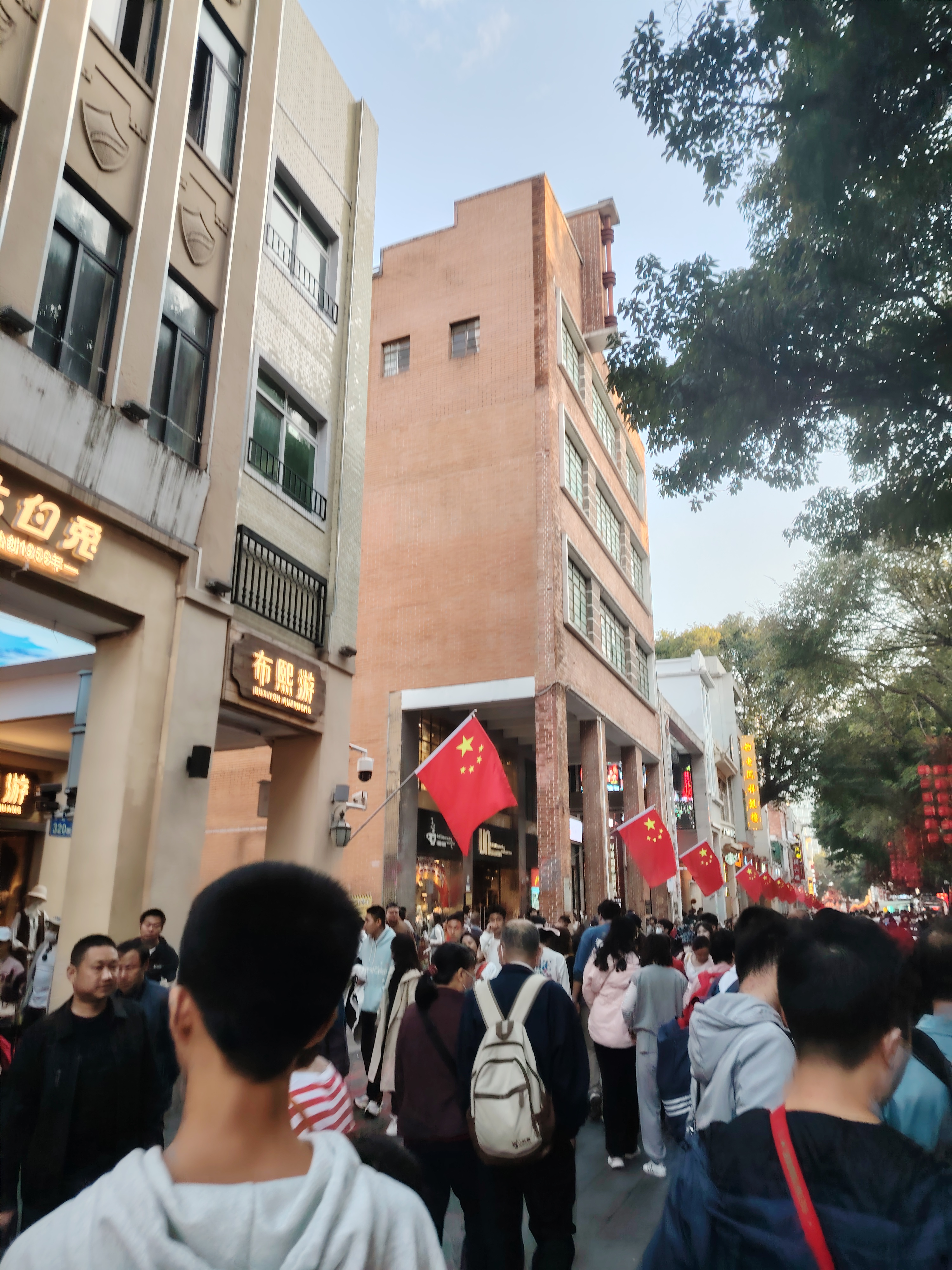
联合书店，侧部特写

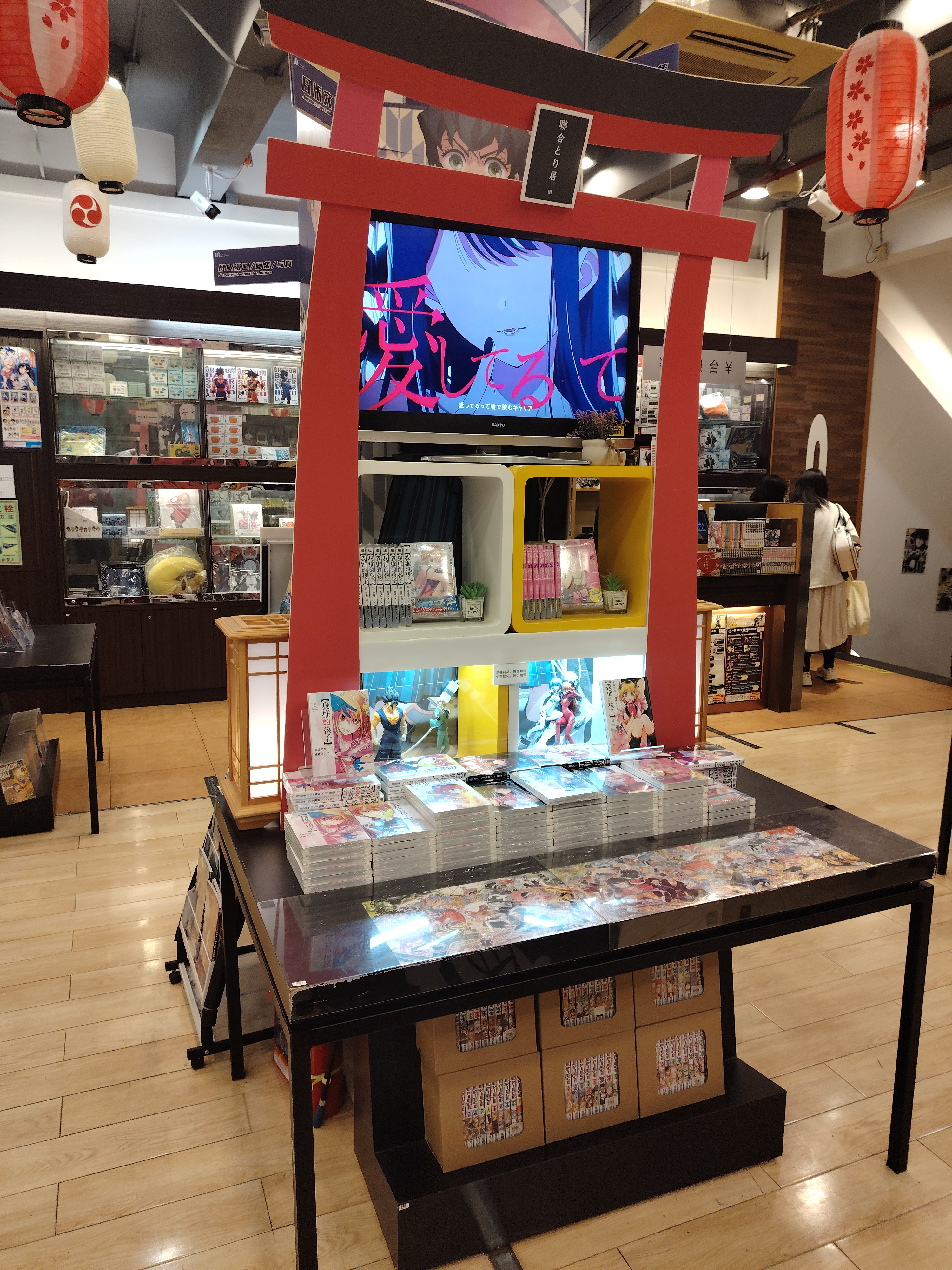
联合书店进口区一角，位于书店三楼

聯合書店是一間位於廣東省廣州市越秀區的書店，現門牌是北京路314號，是香港聯合出版集團（實為中聯辦全資控股的广东新文化事业发展有限公司持有）在内地全資投資的第一家書店。原是1912年冬創立的中華書局廣州分局，建築物為1935年原址重建後投入使用，佔地663平方米，高六層，由中國建築師學會創始人之一的範文照設計，為廣州早期現代風格建築代表之一。
1949年後中華書局撤出，1954年始由新華書店作為廣州兒童書店使用。到2004年由中華書局收回業權，2009年完成翻新，成為聯合書店重新營業。2010年8月，被定为越秀区文物保护单位。